# Neuhäuser See
Der Neuhäuser See (auch Neuhauser See) ist ein circa 155 Hektar großer Tagebaurestsee, der durch Flutung aus dem ehemaligen Tagebau Holzweißig-West entstand. Der See liegt im Mitteldeutschen Seenland, südlich des Landschaftsschutzgebiets Goitzsche und nördlich der Stadt Delitzsch.

## Lage
Der Neuhäuser See liegt an der nordwestlichen Grenze des Freistaats Sachsen zu Sachsen-Anhalt, auf einer Höhe von etwa 78 m ü. NN. Südlich des Sees befindet sich Benndorf, Ortsteil der nordsächsischen Kreisstadt Delitzsch und nördlich die sachsen-anhaltische Einheitsgemeinde Bitterfeld-Wolfen. Er liegt im Mitteldeutschen Seenland, südlich des Großen Goitzschesees und der Gewässer Ludwigsee sowie Paupitzscher See.

## Geschichte
Mitte des 19. Jahrhunderts begannen die ersten bergbaulichen Aktivitäten im Südwesten der Goitzsche, nahe den Ortschaften Petersroda und Holzweißig. Dem Braunkohleflöz folgend, bewegte man sich mit dem Abbau von West nach Ost. Begünstigt durch die Eröffnung der heutigen Bahnstrecken Magdeburg–Leipzig und Trebnitz–Leipzig dehnte sich der Absatzmarkt für Braunkohle unter anderem bis nach Halle und Leipzig aus. Der erhöhte Bedarf an Elektroenergie und fossilen Brennstoffen im 19. und 20. Jahrhundert führte 1908 zum Aufschluss des Tagebaus Leopold (ab 1945 bis 1962 Holzweißig–Ost) und 1958 zum Entstehen des Tagebaus Holzweißig-West.
Der Neuhäuser See ist aus dem ehemaligen Braunkohletagebau Holzweißig-West hervorgegangen. Namensgeber ist das 1976 mit dem Ort Paupitzsch abgerissene Gut Neuhaus. Der Tagebau Holzweißig-West wurde von 1958 bis 1980 betrieben. Andere Quellen berichten von einer Nutzung bis 1991. Die Flutung des Sees erfolgte von 1993 bis 2005. Überfließendes Wasser wird über die Goitzsche in die Mulde geleitet. Seit 1997 wird das Gelände renaturiert und standsichere Böschungen hergestellt.

## Nutzung
Heute erstreckt sich entlang des Neuhäuser Sees ein ausgebautes Rad- und Wanderwegenetz mit Aussichtsplattformen und Informationstafeln zur Entstehung der Landschaft. Der 120 km lange Radweg Kohle-Dampf-Licht von der Lutherstadt Wittenberg nach Markkleeberg führt am See vorbei.